# Gilortu, Gorj
Gilortu (anterior, Valea lui Câne) este un sat în comuna Brănești din județul Gorj, Oltenia, România.